# Kvantumszám
Kvantumszámnak hívjuk bármely megmaradó mennyiség kvantummechanikai operátorának olyan sajátértékét, ami egy adott kvantummechanikai rendszer valamely állapotát jellemzi, azaz ott ennek határozott értéke van. A kvantumszámok rendszere más és más az egyes kvantumrendszerekben. Például a hidrogénatom esetén a főkvantumszám az energia, a mellékkvantumszám az impulzusmomentum sajátállapotait jellemzi.

## Hány kvantumszám szükséges?
Hány kvantumszám szükséges egy rendszer leírására? Erre nem lehet általános választ adni, minden rendszer esetén egyedileg kell ezt a kérdést a rendszer teljes analízisével megválaszolni. Egy rendszer dinamikáját a H Hamilton-operátor határozza meg. Ennek sajátértéke az energia az egyik kvantumszám. Minden olyan O operátor esetére, ami felcserélhető a Hamilton-operátorral (azaz kielégíti az OH = HO feltételt), szintén van egy-egy kvantumszám. Ez az összes kvantumszám, amivel egy rendszer rendelkezhet. Meg kell tehát találni az összes, egymástól független, a Hamilton-operátorral és egymással is – hogy egyszerre mérhetőek legyenek – felcserélhető operátort. Gyakran több ilyen operátorkészlet is található, ilyenkor a konkrét helyzettől függ, melyik ott a legalkalmasabb a kvantumrendszer leírására.

## Egyelektronos atom
A kvantumszámok leggyakrabban vizsgált rendszere az egyelektronos atom esete. Nemcsak azért, mert hasznos a kémiában, mint a legfontosabb konstrukció a periódusos rendszer, a vegyérték és egy sor más tulajdonság mögött, de azért is, mert megoldható és realisztikus probléma, és így számos tankönyvben helyet kap.
A nemrelativisztikus kvantummechanikában a Hamilton-operátor az elektron kinetikus energiájából és az atommag és az elektron közötti Coulomb-erőből származó potenciális energiájából áll. A kinetikus energia elkülöníthető egy az elektron mag körüli J impulzusmomentumától függő részre és a maradékra. Mivel a potenciál gömbszimmetrikus, ezért a Hamilton-operátor felcserélhető J2-tel. J2 maga felcserélhető az impulzusmomentumvektor bármelyik komponensével, a konvenció szerint ezek közül Jz-t választjuk (a komponensek egymással nem felcserélhetők). Kizárólag ezek az egymással kölcsönösen felcserélhető operátorok, ezért három kvantumszám van:
- A főkvantumszám (n = 1, 2, 3,…) jelöli H' – J2-es része nélküli – sajátértékeit. A szám növekedése az elektron és a mag távolságát is jelzi, ezért azt mondjuk, hogy a különböző főkvantumszámhoz tartozó elektronok különböző elektronhéjon vannak.
- A mellékkvantumszám (l = 0, 1 … n‒1) (amit azimutális kvantumszám és pályakvantumszám néven is ismerünk) adja meg az állapot impulzusmomentumát az {\displaystyle J^{2}={\mathcal {l}}({\mathcal {l}}+1)\left({\frac {h}{2\pi }}\right)^{2}} összefüggésen keresztül, ahol h a Planck-állandó. A kémiában ez nagyon fontos kvantumszám, mivel ez adja meg az atompálya alakját és erős hatással van a kémiai kötésekre és a kötésszögre. Az l=0,1,2,3,… pályákat rendre s,p,d,f,… pályáknak hívjuk.
- A mágneses kvantumszám (ml = ‒l, ‒l+1 … 0 … l‒1, l) Jz=mlh/2π sajátértéke.
- A spinkvantumszámot (ss = ‒1/2 vagy +1/2) kísérletileg mutatta ki a spektroszkópia, elméletileg helyesen kezelni a relativisztikus kvantummechanika tudja, ahol a spin és pályamomentum összege a valódi megmaradó mennyiség, a teljes impulzusmomentum.

A következőképpen összegezhetjük az atomi elektron állapotát leíró kvantumszámokat:
| név                  | jelölés                       | jelentése        | megengedett értéke                                                                                         | példák az értékére |
| -------------------- | ----------------------------- | ---------------- | --- | --- |
| főkvantumszám        | {\displaystyle n\,\!}         | héj              | {\displaystyle 1\leq n\,\!}                                                                                | {\displaystyle n=1,2,3...\,\!}                                                                                        |
| mellékkvantumszám    | {\displaystyle \ell \,\!}     | alhéj            | {\displaystyle 0\leq \ell \leq n-1\,\!}                                                                    | {\displaystyle n=3\,\!} esetén: {\displaystyle \ell =0,1,2\,(s,p,d)\,\!}                                              |
| mágneses kvantumszám | {\displaystyle m_{\ell }\,\!} | energiaeltolódás | {\displaystyle -\ell \leq m_{\ell }\leq \ell }                                                             | {\displaystyle \ell =2\,\!} esetén: {\displaystyle m_{\ell }=-2,-1,0,1,2\,\!}                                         |
| spinkvantumszám      | {\displaystyle m_{s}\,\!}     | spin             | {\displaystyle -{\begin{matrix}{\frac {1}{2}}\end{matrix}},{\begin{matrix}{\frac {1}{2}}\end{matrix}}\,\!} | kizárólag: {\displaystyle -{\begin{matrix}{\frac {1}{2}}\end{matrix}},{\begin{matrix}{\frac {1}{2}}\end{matrix}}\,\!} |

Példa: A fluor (F) atom legkülső, vegyértékelektronjának (a 2p atompályán) kvantumszámai: n = 2, l = 1, ml = 1, vagy 0, vagy ‒1, ms = ‒1/2 vagy 1/2.
Megjegyezzük, hogy a molekulapályák teljesen más kvantumszámokat igényelnek, mivel a Hamilton-operátoruk és annak szimmetriái egészen mások.

## Elemi részecskék
Az elemi részecskéknek sok, gyakran belsőnek mondott, kvantumszáma van. Az elemi részecskék a standard modell kvantumállapotai, ezért ezek a kvantumszámok hasonló viszonyban vannak a standard modell Hamilton-operátorával, mint az atomi kvantumszámok az atom Hamilton-operátorával. Azaz minden kvantumszám egy-egy szimmetriát és a hozzá kapcsolódó megmaradó mennyiséget jelöl. A kvantumtérelméletben hasznos megkülönböztetni a téridő szimmetriáit a belső szimmetriáktól.
Tipikus téridő szimmetriához kötődő kvantumszámok a spin (a forgási szimmetriához kapcsolódik), paritás, C-paritás és T-paritás (a Poincaré-szimmetriához kapcsolódnak). Tipikus belső szimmetriához kötődő kvantumszámok a leptonszám, barionszám vagy az elektromos töltés.
Hasznos megjegyezni egy zavaró momentumot. A legtöbb megmaradó mennyiség additív, és így elemi részecskék kölcsönhatásaiban a kvantumszámok összege ugyanaz kell legyen a reakció előtt és után. Vannak azonban – általában paritásoknak hívott – multiplikatív kvantumszámok is, ezeknek a szorzata marad meg, nem az összege. A multiplikatív kvantumszámok olyan szimmetriához tartoznak, ahol a szimmetriatranszformáció kétszeri alkalmazása "nem csinál semmit", azaz visszaviszi a rendszert az eredeti állapotába. Az ilyen transzformációkat tükrözéseknek hívjuk, és a csoportelméletben a Z2 csoport példái.

## Lásd még
- Bohr-féle atommodell
- Részecskefizika
- Noether-tétel

### Atomfizika
- Quantum Numbers and Electron Configurations
- Quantum numbers for the hydrogen atom
- Lecture notes on quantum numbers

### Részecskefizika
- The particle data group